# 丰州镇 (平乡县)
丰州镇，是中华人民共和国河北省邢台市平乡县下辖的一个乡镇级行政单位。

## 行政区划
丰州镇下辖以下地区：
魏家庄村、铺上村、大时村、东王庄村、王固村、尉庄村、北张庄村、魏闫庄村、梁里马村、黄里马村、王里马村、李冯马村、孟冯马村、左冯马村、霍洪村、田禾村、邓家桥村、张冯马村、许冯马村、窦冯马村、西田村、东田村、田阎庄村和里村。